# 和平橋 (基隆市)
25°09′11″N 121°46′05″E / 25.153°N 121.768°E
和平橋是台灣第一座跨海大橋，位於基隆市中正區，連接台灣本島與和平島。1934年開通，2005年改建，全長約75公尺。

## 歷史
和平橋原名「基隆橋」，建造於1934年（昭和9年），是為台灣的第一座跨海大橋，有八座橋墩，是一座聯絡八尺門與社寮的跨海大橋，至今當地人還是稱為「八尺門」。第二次世界大戰期間曾遭美軍轟炸受損，戰後重修，並更名為「和平橋」。後因結構老舊而改建，於2005年完工。

## 交通
- 從和平島端下橋後，在平一路右轉就可到達和平島公園。
- 從基隆端下橋後，左轉可以到達國立臺灣海洋大學及八斗子漁港，右轉則往基隆市中心。

## 附近景點
- 國立臺灣海洋大學
- 和平島海角樂園
- 八斗子漁港
- 台2線
- 基隆車站
- 基隆港
- 中山高速公路基隆端